# Martha (opera)
Martha, oder Der Markt zu Richmond (Martha, o Il mercato a Richmond) è un'opera lirica in quattro atti di Friedrich von Flotow. Il libretto fu scritto da Wilhem Friedrich Riese sulla base di una storia di Jules-Henri Vernoy de Saint-Georges.
La prima fu data al Theater am Kärntnertor di Vienna il 25 novembre 1847.

## Storia
Flotow aveva composto il primo atto del balletto, Harriette, ou la servante de Greenwiche, traendo spunto da un testo di Saint-Georges, per la ballerina Adèle Dumilâtre. Questo venne rappresentato per la prima volta al Grand Opéra di Parigi il 21 febbraio 1844. Poiché il tempo disponibile per la composizione era molto breve la composizione del secondo e terzo atto venne affidata rispettivamente a Friedrich Burgmüller e Édouard Deldevez. L'opera Martha fu poi composta come adattamento dal balletto.

## Critiche
Secondo Gustav Kobbé, Martha, anche se scritta da un nativo del Meclemburgo e data per la prima volta a Vienna, è un'opera di gusto elegante e di stile francese. Flotow era francese nella sua formazione musicale, come lo erano sia le origini della trama sia la partitura di questo lavoro, nella tradizione di Auber. Infatti Flotow aveva studiato composizione a Parigi sotto Reicha, 1827-1830, e dopo averla lasciata a causa della rivoluzione di luglio, vi ritornò per il periodo 1835-1848 e ancora dal 1863 al 1868.

## Contenuto musicale
L'ouverture è fra i pezzi più apprezzati di Flotow. Inizia con una lenta introduzione in La minore che modula improvvisamente in La maggiore sul tema della preghiera di Lyonel  del III atto ("Mag der Himmel Euch vergeben"), eseguita dal primo corno solista e poi dall'orchestra intera . Successivamente ritorna in La minore con un motivo agitato a rappresentare Lady Harriet e Nancy affaccendate, per passare poi in Do maggiore nel coro delle contadine dal I atto, eseguito dai legni accompagnati da rullante, corni e triangolo. Poi il tema ritorna agitato, ma ora in tonalità di La maggiore. Conduce poi, senza modulazione, alla ripresa della preghiera di Lyonel che conclude il pezzo. Le fluttuazioni di luci ed ombre ricordano Schubert o Weber (ad esempio l'ouverture del Der Freischütz): ma senza modulazione in tonalità distanti, non fanno mai presagire una conclusione tragica.
Anche se la potente ouverture lascia intravedere oscuri presagi, l'opera si conclude felicemente. La leggerezza della protagonista e la sincerità di Lyonel sono i suoi temi principali. La musica drammatica, tra Lyonel e Harriet nel quarto atto, è pesante, mentre la sottolineatura delle scene comiche è, anche se in modo diverso, molto efficace. Nel suo idioma, come Mozart in Don Giovanni o Verdi in Un ballo in maschera, von Flotow compose musica conviviale in un contesto tragico.
La melodia tradizionale irlandese The Last Rose of Summer, inserita nel II atto, fu una geniale idea. All'epoca era normale inserire arie popolari nelle opere come pezzi di bravura per soprano, come ad esempio, Home Sweet Home nella scena della lezione de Il barbiere di Siviglia Cantanti come Jenny Lind o Adelina Patti ne cantarono diversi. In Martha l'usanza viene perpetuata e la melodia appare allora come un leitmotiv per rappresentare il desiderio di Lyonel. L'opera ha molte melodie originali, tra cui il duetto, il quartetto concertato e diverse arie solistiche. Tuttavia la romanza più famosa, 'M'appari' ('Ach, so fromm') cantata da Lyonel nel terzo atto, non è stata originariamente scritta per quest'opera, ma per L'âme en peine (prodotta alla Grand Opera di Parigi nel 1846), ed è stata incorporata in Martha nel 1865 alla prima produzione di Parigi.

## Ruoli
| Ruolo                                                          | Voce         | Cast della Prima, 25 novembre 1847 |
| -------------------------------------------------------------- | ------------ | ---------------------------------- |
| Lady Harriet Durham, dama d'onore della regina Anne ('Martha') | soprano      | Anna Zerr                          |
| Nancy, sua serva ('Julia')                                     | mezzosoprano | Therese Schwarz                    |
| Plunkett, un giovane contadino                                 | basso        | Karl Formes                        |
| Lyonel, suo fratello di latte                                  | tenore       | Joseph Erl                         |
| Sir Tristan Mickleford, cugino di Lady Harriet (Farmer Bob)    | basso        | Carl Just                          |
| Sheriff                                                        | basso        | Alois Ander                        |
| Regina Anne                                                    | muta         |                                    |
| Coro: Cortigiani, paggi, dame, cacciatori e contadini          |              |                                    |

## Trama
Epoca: 1710.
Luogo: Richmond.

### Atto I
Lady Harriet Durham, una dama d'onore della regina Anne, stanca della vita di Corte e insofferente alla corte dei suoi molti ammiratori, si ritira in campagna. Ma nella tranquillità finisce per annoiarsi e così decide di partecipare alla fiera di Richmond dove le ragazze si offrono come serve. Per divertimento, lei e la sua confidente Nancy si travestono da servette accompagnate dal suo vecchio cugino, Sir Tristan, un altro dei suoi ammiratori che la annoiano. Harriet riesce a disperdere la sua scorta, e lei e Nancy si uniscono alle ragazze in attesa di essere assunte. Due giovani agricoltori, Lyonel e Plumkett, sono alla ricerca di un paio di fanciulle da adibire ai lavori domestici e, colpiti dalla bellezza e dal fascino delle due ragazze, le assumono. Lady Harriet dice di chiamarsi Marta. Le ragazze sono però presto sgomente nello scoprire che sono tenute per legge a rimanere con i nuovi padroni per un anno. Sir Tristan non riesce a trarle fuori dalla loro situazione.

### Atto II
Presto i due contadini si innamorano delle due serve - Lyonel di Harriet e Plumkett di Nancy. Harriet nota che Lyonel è di uno stato superiore a quello che appare. Lui è un orfano che fu affidato ai genitori di Plumkett nella prima infanzia. Le cameriere sono totalmente incapaci di adempiere ai loro compiti e questo fa infuriare Plumkett. Alla fine della giornata le cameriere possono andare a letto e fuggono, attraverso la finestra, con l'aiuto di Sir Tristan. I giovani agricoltori sono angosciati ed arrabbiati per la perdita loro domestiche e Lyonel prova così grande dolore da cadere in uno stato di malinconia.

### Atto III
Vagando nella foresta, Lyonel incontra un gruppo di cacciatori e fra essi riconosce Lady Harriet. Egli dichiara il suo amore per lei, ma lei lo respinge. Lyonel le ricorda il suo contratto che la obbliga a servirlo per un anno. Ella dice ai presenti che il giovane è pazzo e Sir Tristano sostiene la sua dichiarazione. Viene pertanto ordinato di imprigionare il giovane. Lyonel ha con sé un anello datogli da suo padre; quando gli fu donato egli gli disse che qualora si fosse trovato in difficoltà avrebbe dovuto inviarlo alla regina. Egli pertanto, implora il suo amico di portarlo a Corte.

### Atto IV
L'anello salva Lyonel. La Regina lo riconosce come quello di un nobile esiliato, la cui innocenza è stata poi dimostrata. Lady Harriet è ora disposta ad accettare il suo corteggiamento poiché non esiste più una differenza di classe tra loro ed è afflitta dal rimorso per il modo in cui lo ha trattato. Gli rivela pertanto la sua vera identità e gli dice che tornerà in possesso della sua tenuta, ma Lyonel accecato dalla rabbia verso Harriet, per l'ingiustizia subita, si rifiuta di accettare il suo amore. Per riconquistarlo, Harriet e Nancy ritornano alla fiera, ancora una volta vestite da servette. Quando Plumkett porta Lyonel alla fiera e riconosce le due belle cameriere, Lyonel capisce di amare Harriet. La abbraccia e decidono di sposarsi, così come Plumkett farà con Nancy.

#### Arie famose, duetti, concertati
- Ach! so fromm, ach! so traut (M'apparì tutt'amor) (Lyonel)
- Blickt sein Aug
- Lasst mich euch fragen (Lied) canzone del brindisi (Plunkett)
- Letzte Rose (The Last Rose of Summer) (Martha, con Lyonel)
- Mag der Himmel Euch vergeben (Preghiera di Lyonel)
- Schlafe wohl! Und mag Dich reuen (quartetto della buona notte)
- Was soll ich dazu sagen?

## Registrazioni
Audio:
- Schüler/Berger/Tegetthof/Anders/Fuchs, 1944, live in Berlino, Opera d'Oro
- Rother/Berger/—/Anders/Fuchs, 1951, Urania
- Molinari-Pradelli/Rizzieri/Tassinari/Tagliavini/Tagliabue, 1953, Fonit Cetra
- Klobucar/Rothenberger/Plümacher/Wunderlich/Frick, 1960, EMI
- Verchi/Los Angeles/Elias/Tucker/Tozzi, 1961, live in New York, Celestial Audio
- Heger/Rothenberger/Fassbaender/Gedda/Prey, 1968, EMI
- Wilhelm Schüchter/Köth?/Steiner?/Schock?/Röhrl?, 1970?, incompleta, Eurodisc
- Heinz Wallberg, conductor; Lucia Popp, Harriet; Doris Soffel, Nancy; Siegfried Jerusalem, Lyonel; Karl Ridderbusch, Plumkett; Siegmund Nimsgern; Chorus of the Bavarian Radio; Munich Radio Orchestra, 1977, RCA
- Netopil/Reinprecht/Bönig/Jordi/Scharinger, 2003, live in Vienna, incompleta, ORF

Video:
- Stein/Peacock/Steiner/Wolhers/Hillebrand, 1972 movie, Premiere Opera
- Hauschild/Laki?/Meier?/Wolhers?/Berger-Tuna?, 1986, Stuttgart